# II liga polska w piłce siatkowej mężczyzn
II liga polska w piłce siatkowej mężczyzn – trzecia w hierarchii klasa męskich ligowych rozgrywek siatkarskich w Polsce, będąca jednocześnie ostatnim poziomem ligowym szczebla centralnego. Utworzona w 1989 r. w Warszawie. Od początku (sezon 1990/1991) organizatorem i podmiotem prowadzącym rozgrywki jest Polski Związek Piłki Siatkowej (PZPS). Rywalizacja w niej toczy się – co sezon, systemem ligowym oraz następnie systemem play-off w czterech równorzędnych grupach. Zwycięzcy rundy play-off biorą udział w turniejach półfinałowych i finałowych – o awans do PLS 1. Ligi. Najsłabsze dwie drużyny każdej z grup relegowane są do wojewódzkich grup III ligi, prowadzonych przez wojewódzkie związki piłki siatkowej.

## Podział na grupy
- Do zakończenia sezonu 1999/2000 rywalizacja w ramach II ligi toczona była w dwóch równorzędnych grupach, tworzonych na podstawie klucza geograficznego – najczęściej w orientacji południkowej (tj. „północ”–„południe”), zaś czasami w orientacji równoleżnikowej (tj. „wschód”–„zachód”);
- 30 czerwca 2000 w wyniku utworzenia Profesjonalnej Ligi Piłki Siatkowej i powołania ligi zawodowej – zasadniczej zmianie uległa struktura rozgrywek ligowych szczebla centralnego. Dlatego od sezonu 2000/2001 II ligę powiększono z 20 do 32 zespołów, rywalizujących ze sobą w czterech równorzędnych 8-drużynowych grupach, do których przydział odbywa się na podstawie klucza geograficznego (sprzyjała temu ponadto reforma administracyjna kraju z 1999);
- Rywalizację w 8-zespołowych czterech grupach toczono do zakończenia sezonu 2005/2006. Od sezonu 2006/2007 zwiększono liczbę ekip w każdej z grup o dwie, liczyły wtedy one po 10 drużyn;
- Od sezonu 2013/2014 PZPS powiększył liczbę grup z 4 do 6, w których rywalizowało w zależności od sezonu od 8 do 12 zespołów.
- Od sezonu 2021/2022 PZPS postanowił powrócić do formatu rozgrywek z 4 grupami.

## Zestawienie tryumfatorów

### 1991–2000
| Edycja / Sezon | Edycja / Sezon | Grupa I | Grupa II |
| -------------- | -------------- | ------- | -------- |
| I              | 1990/1991      | ?       | ?        |
| II             | 1991/1992      | ?       | ?        |
| III            | 1992/1993      | ?       | ?        |
| IV             | 1993/1994      | ?       | ?        |
| V              | 1994/1995      | ?       | ?        |
| VI             | 1995/1996      | ?       | ?        |
| VII            | 1996/1997      | ?       | ?        |
| VIII           | 1997/1998      | ?       | ?        |
| IX             | 1998/1999      | ?       | ?        |
| X              | 1999/2000      | ?       | ?        |

### 2001–2013
| Edycja / Sezon | Edycja / Sezon | Grupa I                     | Grupa II                         | Grupa III               | Grupa IV                               |
| -------------- | -------------- | --------------------------- | -------------------------------- | ----------------------- | -------------------------------------- |
| XI             | 2000/2001      | ?                           | ?                                | ?                       | ?                                      |
| XII            | 2001/2002      | ?                           | ?                                | ?                       | ?                                      |
| XIII           | 2002/2003      | ?                           | ?                                | ?                       | ?                                      |
| XIV            | 2003/2004      | MOW Orzeł Międzyrzecz       | AZS Politechnika Śląska Gliwice  | Moderator OSiR Hajnówka | Skra II Bełchatów                      |
| XV             | 2004/2005      | Olimpia Sulęcin             | Bzura Ozorków                    | AZS UWM II Olsztyn      | Energetyk Jaworzno                     |
| XVI            | 2005/2006      | Inotel Poznań               | Juventur Wałbrzych               | SPS Zduńska Wola        | Błękitni Ropczyce                      |
| XVII           | 2006/2007      | Orzeł Międzyrzecz           | Juventur Koksownia Wałbrzych     | Trefl Gdańsk            | MKS MOS Będzin                         |
| XVIII          | 2007/2008      | Stelmet AZS UZ Zielona Góra | Sudety Meblomarket Kamienna Góra | Pronar Parkiet Hajnówka | MKS MOS Będzin                         |
| XIX            | 2008/2009      | Joker Piła                  | Rosiek Syców                     | Ślepsk Augustów         | Fart Kielce                            |
| XX             | 2009/2010      | AZS UAM Poznań              | Sudety Meblomarket Kamienna Góra | Pekpol Ostrołęka        | MKS MOS Interpromex Będzin             |
| XXI            | 2010/2011      | Krispol Września            | Cuprum Mundo Lubin               | Camper Wyszków          | Krakowska Akademia Wanda Instal Kraków |
| XXII           | 2011/2012      | KU AZS UAM Poznań           | Kęczanin Kęty                    | Czarni Radom            | AKS Rzeszów                            |
| XXIII          | 2012/2013      | Krispol Września            | KS Milicz                        | Caro Rzeczyca           | Avia Świdnik                           |

### 2014–2021
| Edycja / Sezon | Edycja / Sezon | Grupa I                                                                 | Grupa II                                                                | Grupa III                                                               | Grupa IV                                                                | Grupa V                                                                 | Grupa VI                                                                |
| -------------- | -------------- | ----------------------------------------------------------------------- | ----------------------------------------------------------------------- | ----------------------------------------------------------------------- | ----------------------------------------------------------------------- | ----------------------------------------------------------------------- | ----------------------------------------------------------------------- |
| XXIV           | 2013/2014      | Olimpia Sulęcin                                                         | Victoria PWSZ Wałbrzych                                                 | SMS PZPS Spała                                                          | MOS Wola Warszawa                                                       | Aluron Warta Zawiercie                                                  | PWSZ Karpaty MOSiR KHS Krosno                                           |
| XXV            | 2014/2015      | Meprozet GTPS Gorzów Wielkopolski                                       | Gwardia Wrocław                                                         | MKS Kalisz                                                              | Huragan Wołomin                                                         | TKKF Czarni Katowice                                                    | TSV Cell Fast Sanok                                                     |
| XXVI           | 2015/2016      | Wilki Wilczyn                                                           | Bielawianka Bester Bielawa                                              | Czarni Wirex Rząśnia                                                    | LKS Hajnówka                                                            | MCKIS Jaworzno                                                          | TSV Mansard TransGaz Travel Sanok                                       |
| XXVII          | 2016/2017      | Olimpia Sulęcin                                                         | MOS Wola Warszawa                                                       | Lechia Tomaszów Mazowiecki                                              | Sobieski-Arena Żagań                                                    | MKS Andrychów                                                           | Krosno Glass Karpaty PWSZ                                               |
| XXVIII         | 2017/2018      | Stoczniowiec Gdańsk                                                     | BAS Białystok                                                           | Mickiewicz Kluczbork                                                    | GBS Bank Orzeł Międzyrzecz                                              | Volley Rybnik                                                           | Krosno Glass Karpaty Krosno                                             |
| XXIX           | 2018/2019      | GBS Bank Orzeł Międzyrzecz                                              | BAS Białystok                                                           | Tubądzin Volley MOSIR Sieradz                                           | Aqua-Zdrój Wałbrzych                                                    | MKS Andrychów                                                           | Avia Świdnik                                                            |
| XXX            | 2019/2020      | Z powodu pandemii COVID-19 rozgrywki zostały przerwane i niedokończone. | Z powodu pandemii COVID-19 rozgrywki zostały przerwane i niedokończone. | Z powodu pandemii COVID-19 rozgrywki zostały przerwane i niedokończone. | Z powodu pandemii COVID-19 rozgrywki zostały przerwane i niedokończone. | Z powodu pandemii COVID-19 rozgrywki zostały przerwane i niedokończone. | Z powodu pandemii COVID-19 rozgrywki zostały przerwane i niedokończone. |
| XXXI           | 2020/2021      | LBS Bank KS Orzeł Międzyrzecz                                           | Legia Warszawa                                                          | SMS PZPS Spała                                                          | SPS Chrobry Głogów                                                      | MKS Andrychów                                                           | Karpaty Krosno Glass - KPU w Krośnie                                    |

### 2021–
| Edycja / Sezon | Edycja / Sezon | Grupa I               | Grupa II                       | Grupa III                         | Grupa IV                        |
| -------------- | -------------- | --------------------- | ------------------------------ | --------------------------------- | ------------------------------- |
| XXXII          | 2021/2022      | MKST Astra Nowa Sól   | BAS Białystok                  | WKS Wieluń                        | MCKiS Jaworzno                  |
| XXXIII         | 2022/2023      | CUK Anioły Toruń      | CHKS Arka Chełm                | Eco-Team AZS STOELZLE Częstochowa | MCKiS Jaworzno                  |
| XXXIV          | 2023/2024      | CUK Anioły Toruń      | UKS Sparta Grodzisk Mazowiecki | WKS Wieluń                        | KS Hutnik Kraków                |
| XXXV           | 2024/2025      | Enea Energetyk Poznań | UKS Sparta Grodzisk Mazowiecki | WKS Wieluń                        | Avia Solar Sędziszów Małopolski |

źródło: siatka.org

## Składy grup w sezonie 2025/26
| Grupa I | Grupa II | Grupa III | Grupa IV |
| --- | --- | --- | --- |
| - Stoczniowiec Politechnika Gdańska - Trefl II Gdańsk - UKS SMS Joker Piła - Enea Energetyk Poznań - SPS Cargill Słupca - STS Olimpia Sulęcin - PGE Akademia Siatkówki Stilon - Tarnovia Volleyball Tarnowo Podgórne - SUS Travel Elephant Trzebiatów - LUKS Wilki Wilczyn - Krishome Września - Volley Team Żychlin | - ProNutiva SKK Belsk Duży - REA BAS Białystok - Huragan VC Błonie - SwK Kartpol Kobyłka - Enea KKS Kozienice - MTS Międzyrzec Podlaski - AZS UWM Olsztyn - KPS Płock - SMS PZPS II Spała - Metro Family Warszawa - MOS Wola Tramwaje Warszawskie - Camper Wyszków | - Dofu Bielawianka-Bester Bielawa - SPS Modeko Brzeg Dolny - Eco-Team AZS UJD Stoelzle Częstochowa - SPS Chrobry Głogów - MLKS Abo Energy Gubin - IM Rekord Volley Jelcz-Laskowice - Ikar Legnica - Bugaj Volley Radomsko - KPS Chełmiec Wałbrzych - WKS Wieluń - Gwardia Wrocław - BS Żagań WKS Sobieski Żagań | - MKS Andrychów - Volley Hermes Dąbrowa Górnicza - AT Jastrzębski Węgiel - UMKS Kęczanin Kęty - AZS AGH Kraków - Karpaty-PANS Krosno - SST Lubcza Racławówka - TS Volley Rybnik - AKS AZS UR Rzeszów - Avia Solar Sędziszów Małopolski - MKS Wisłok Strzyżów - TKS Tychy |

## Zasady turniejów o awans do I ligi[1]

### Turnieje półfinałowe
Zespoły, które zajęły dwa  pierwsze  miejsca  w  poszczególnych  grupach  (po  zakończeniu rundy play-off) wezmą udział w turniejach półfinałowych mających na celu wyłonienie uczestników turnieju finałowego. Turnieje zostaną rozegrane systemem „każdy z każdym” zgodnie z tabelą Bergera, ale gospodarz ma prawo zamienić kolejność meczów  w ramach jednego dnia. Miejsce rozegrania turnieju zostanie wyłonione w drodze konkursu ofert złożonych przez zainteresowanych, wyrażających chęć organizacji turnieju. W przypadku braku ofert, gospodarz zostanie wyłoniony w drodze losowania. Zostaną rozegrane dwa turnieje półfinałowe zgodnie z poniższym podziałem:   
I turniej: zwycięzca grupy 1, druga drużyna grupy 2, zwycięzca grupy 3, druga drużyna grupy 4 
II turniej: zwycięzca grupy 4, druga drużyna grupy 3, zwycięzca grupy 2, druga drużyna grupy 1 
Punktacja w turnieju: 2 pkt. za zwycięstwo, 1 pkt. za porażkę (bez względu na rozmiar setowy).
Po dwie najlepsze drużyny każdej z grup półfinałowych awansują do turnieju finałowego.

### Turniej finałowy
Zespoły, które zajmą miejsca 1‐2 w turniejach półfinałowych rozegrają turniej finałowy o awans do I ligi. Wezmą w nim udział cztery zespoły. Turniej rozgrywany jest systemem „każdy z każdym” zgodnie z tabelą Bergera. Gospodarzem turnieju jest zespół wyłoniony w konkursie ofert. W przypadku braku ofert, gospodarz zostanie wyłoniony w drodze losowania. Gospodarz rozgrywa w pierwszym dniu turnieju pierwszy mecz, w drugim i trzecim dniu turnieju drugi mecz. O rozstawieniu zadecyduje losowanie.    
Punktacja: 2 pkt. za zwycięstwo, 1 pkt. za porażkę (bez względu na rozmiar setowy).
Dwa najlepsze zespoły awansują do PLS 1. ligi.